# Saturnia (papallona)
Saturnia és un gènere de lepidòpters ditrisis de la família dels satúrnids (Saturniidae). Són grans papallones, comunament anomenades paons de nit. Fou descrit per primera vegada el 1802 per Franz Paula von Schrank.
Moltes espècies són paleàrtiques, però tres espècies són del chaparral de Califòrnia (S. mendocino, S. walterorum, S. albofasciata). Als Països Catalans hi viuen dues Saturnia, el gran paó de nit (Saturnia pyri) i el petit paó de nit (Saturnia pavonia).

## Taxonomia
Saturnia consta de diferents espècies:
- Saturnia atlantica Lucas, 1848
- Saturnia cameronensis Lemaire, 1979
- Saturnia centralis Naumann & Loeffler, 2005
- Saturnia cephalariae (Romanoff, 1885)
- Saturnia cidosa Moore, 1865
- Saturnia cognata Jordan in Seitz, 1911
- Saturnia koreanis Brechlin, 2009
- Saturnia luctifera Jordan in Seitz, 1911
- Saturnia mendocino Behrens, 1876
- Saturnia pavonia - Petit paó de nit
- Saturnia pavoniella
- Saturnia pinratanai Lampe, 1989
- Saturnia pyretorum Westwood, 1847
- Saturnia pyri - Gran paó de nit
- Saturnia spini
- Saturnia taibaishanis Brechlin, 2009
- Saturnia walterorum Hogue & Johnson, 1958